# Jonas Schaffter

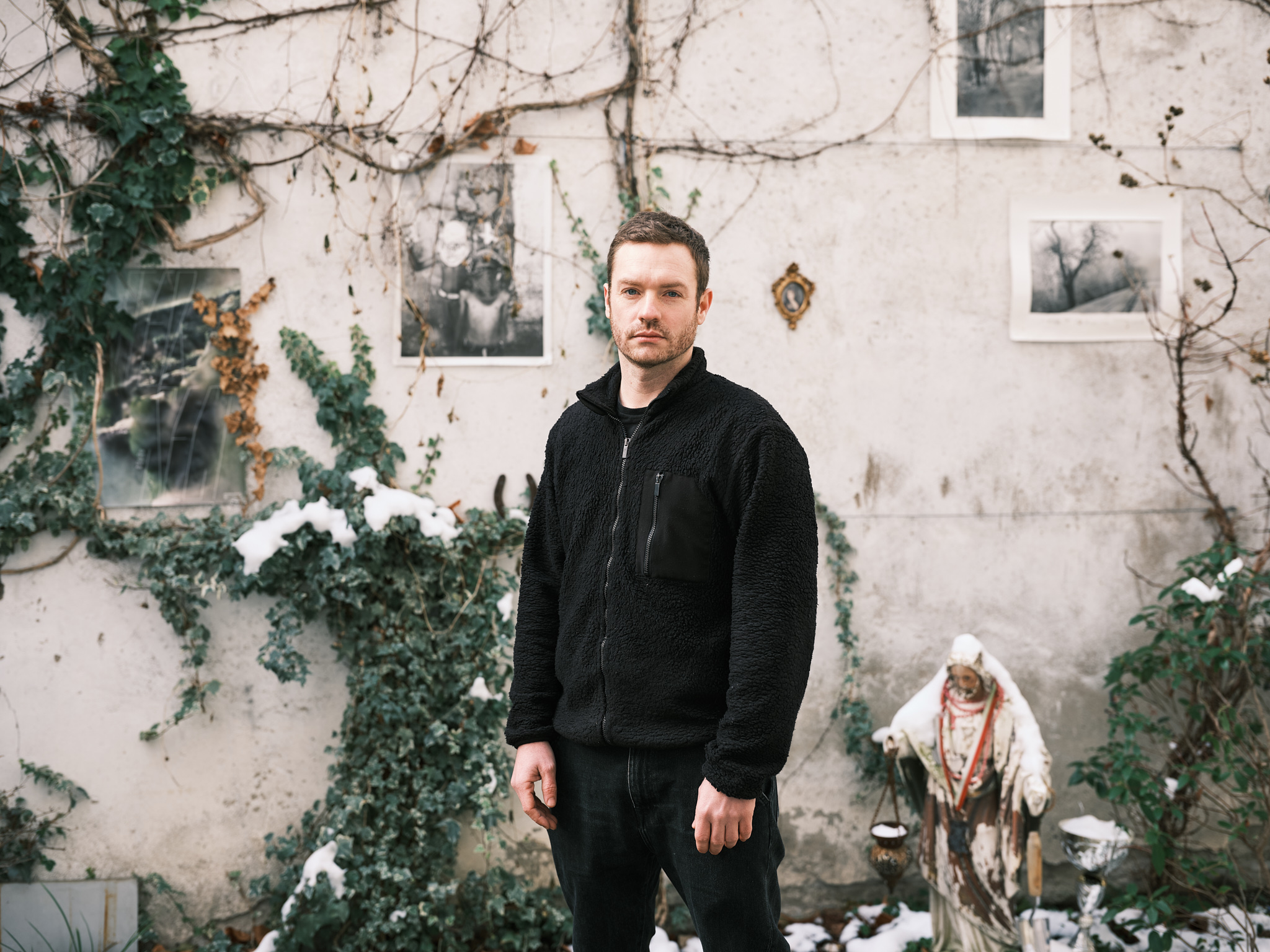
Jonas Schaffter (2024)

Jonas Schaffter (* 1988) ist ein Schweizer Filmemacher, Fotograf, Filmproduzent und Dozent an der Hochschule für Gestaltung und Kunst Basel (HGK). Für seinen Dokumentarfilm Arada gewann er 2020 den Dokumentarfilmpreis der Alexis Victor Thalberg-Stiftung. Im selben Jahr war er ausserdem nominiert für den Basler Filmpreis und den Prix du Solaire bei den Solothurner Filmtagen. Schaffter ist im Vorstand des Basler Filmvereins Balimage und lebt in Basel.

## Leben
Jonas Schaffter wuchs als zweitältestes von fünf Kindern in einer Bauernfamilie im solothurnischen Dorf Metzerlen auf. Von 2007 bis 2008 besuchte er den Gestalterischen Vorkurs an der Schule für Gestaltung Basel (SfG) und von 2009 bis 2013 die Hochschule für Gestaltung und Kunst in Basel. An der Mimar Sinan Üniversitesi in Istanbul studierte er von 2011 bis 2012 Fotografie. 2013 schloss er mit dem Bachelor in Visueller Kommunikation an der HGK ab. Er ist seither Mitglied bei Point de vue in Basel. 
Während der folgenden eineinhalb Jahre realisierte Schaffter Offside Istanbul, einen 52-minütigen Dokumentarfilm über afrikanische Fussballspieler, die mit falschen Versprechungen in die Türkei gelockt werden. Von 2016 bis 2020 studierte er im Masterstudiengang Film an der Zürcher Hochschule der Künste (ZHdK). Wichtige Themen seines künstlerischen Schaffens sind soziokultureller Austausch, Migration, Heimat und Identität.

## Filmografie

### Regie
- 2013: Claramatte – Frühjahr 2013
- 2015: Offside Istanbul
- 2020: Arada – verbannt in eine fremde Heimat
- 2020: Flurin – eine Episode der Dokuserie Futura!

### Produktion
- 2023: Fitting In
- 2023: Missing Time